# Zone des parcs de Roihuvuori
La zone des parcs de Roihuvuori (finnois : Roihuvuoren aluepuisto) et un ensemble de parcs dans la section Roihuvuori du quartier de Herttoniemi à Helsinki en Finlande,.

## Présentation
Les parcs de Roihuvuori couvrent une superficie totale de 337 765 m2.
La partie sud de la zone des parcs s'étend sur 183 734 m2:
- le pré du château d'eau de Roihuvuori sur 57 242 m2
- le parc aux cerisiers
- un parc à chiens fermé et un parcours d'agilité[4]

La forêt de Roihuvuori, partie sud, 95 643 m2
- Château d'eau de Roihuvuori[5]
- Terrain de jeux Tuhkimo, 11 712 m2
- Jardin japonais de Roihuvuori, 9 238 m2
- Pistes de Vuorenpeikko, 10 599 m2

La partie nord de la zone des parcs s'étend sur 154 031 m2:
- La forêt de Roihuvuori, partie nord, 108 825 m2
- Réserve foncière du plan directeur, 36 028 m2
- Champ de Lumikintie, 9 178 m2

## Galerie

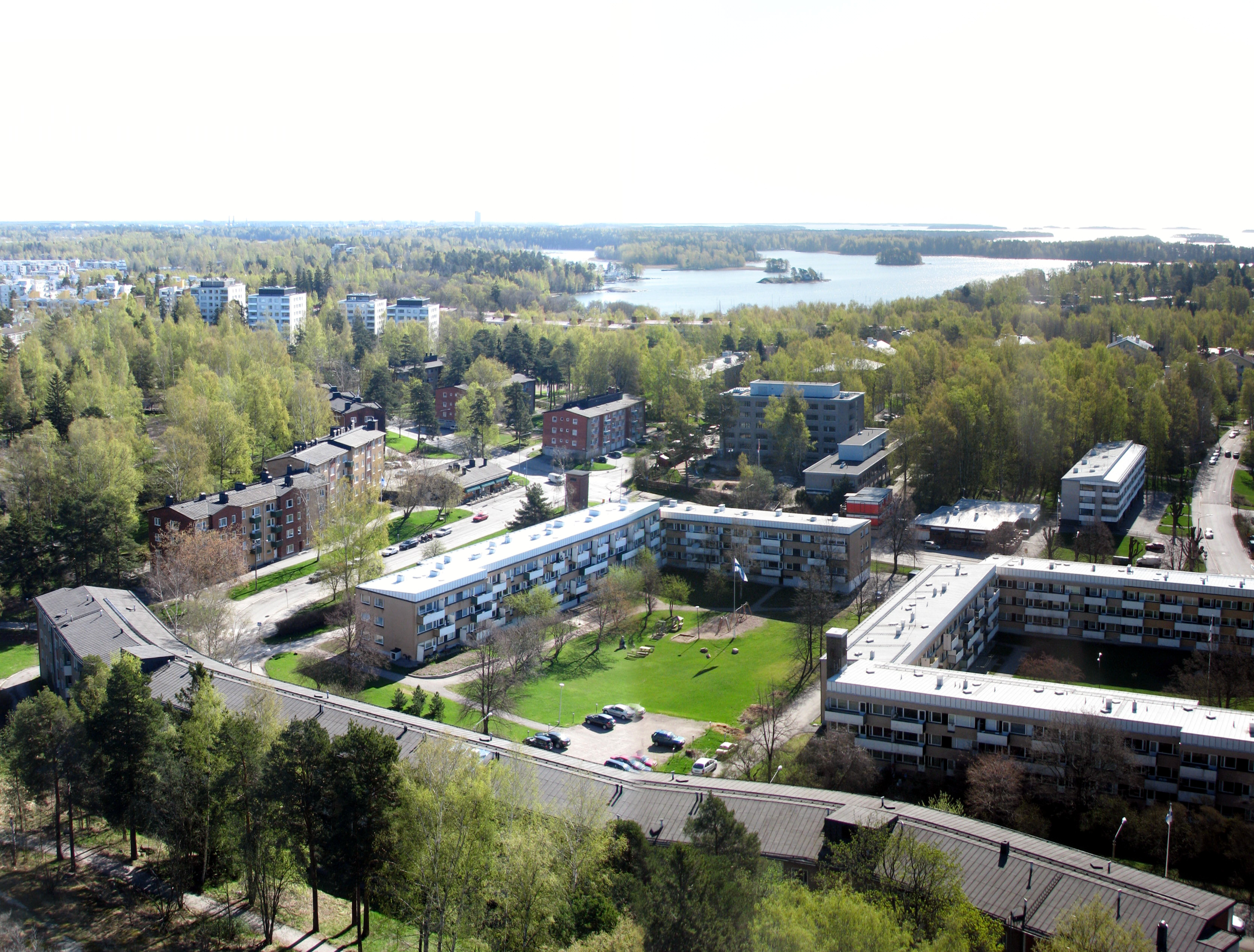
Ala-Roihuvuori vue du château d'eau de Roihuvuori. Au fond, la baie Strömsinlahti.
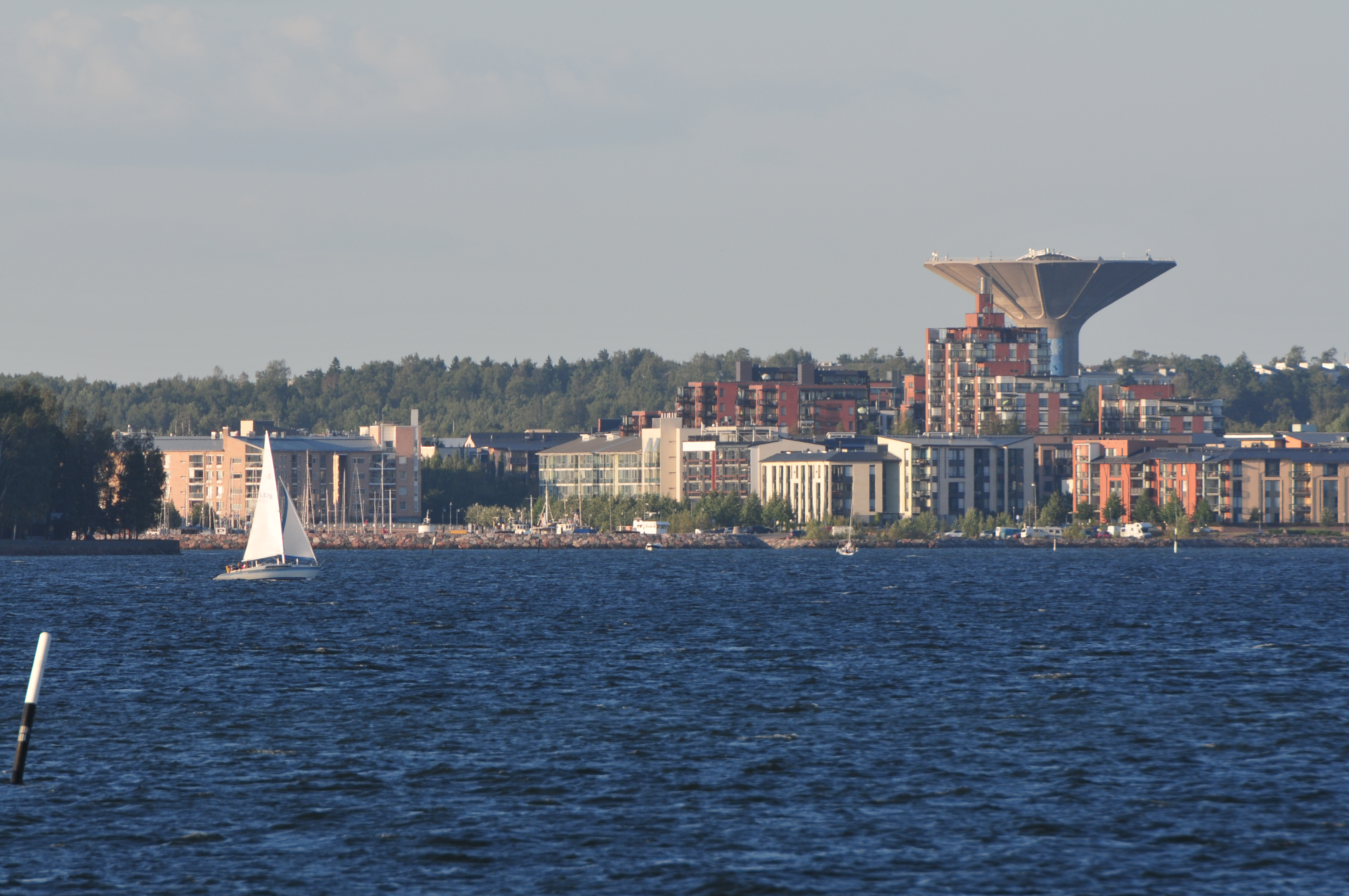
Roihuvuori et son château d'eau.
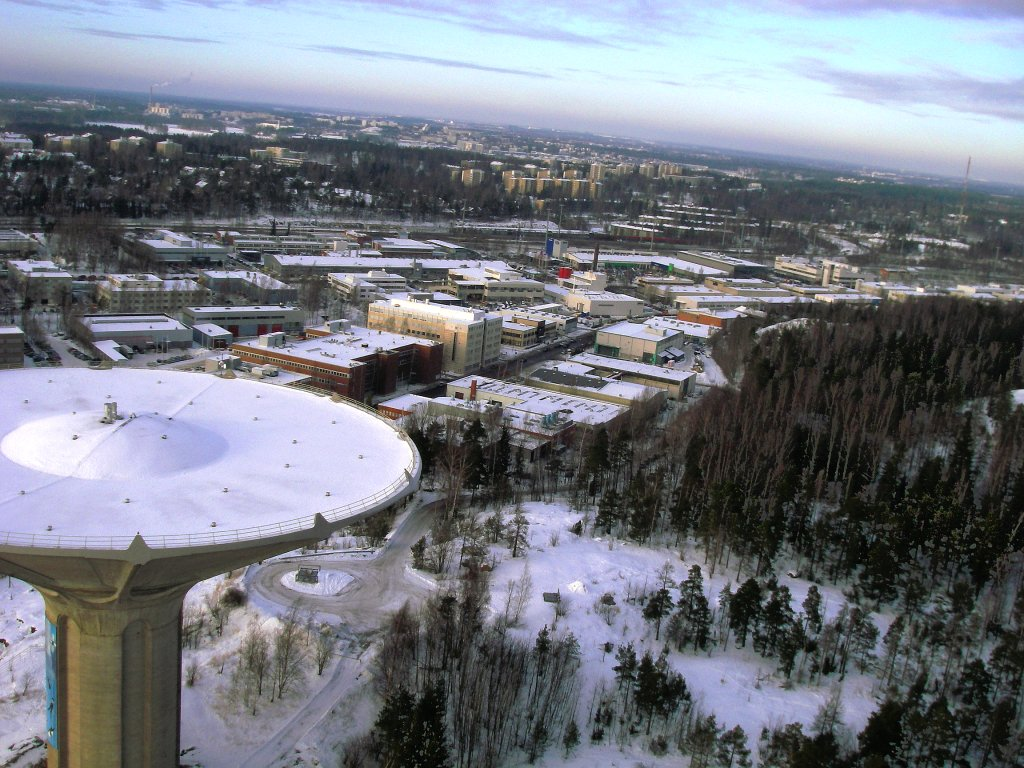
Le château d'eau de Roihuvuori.
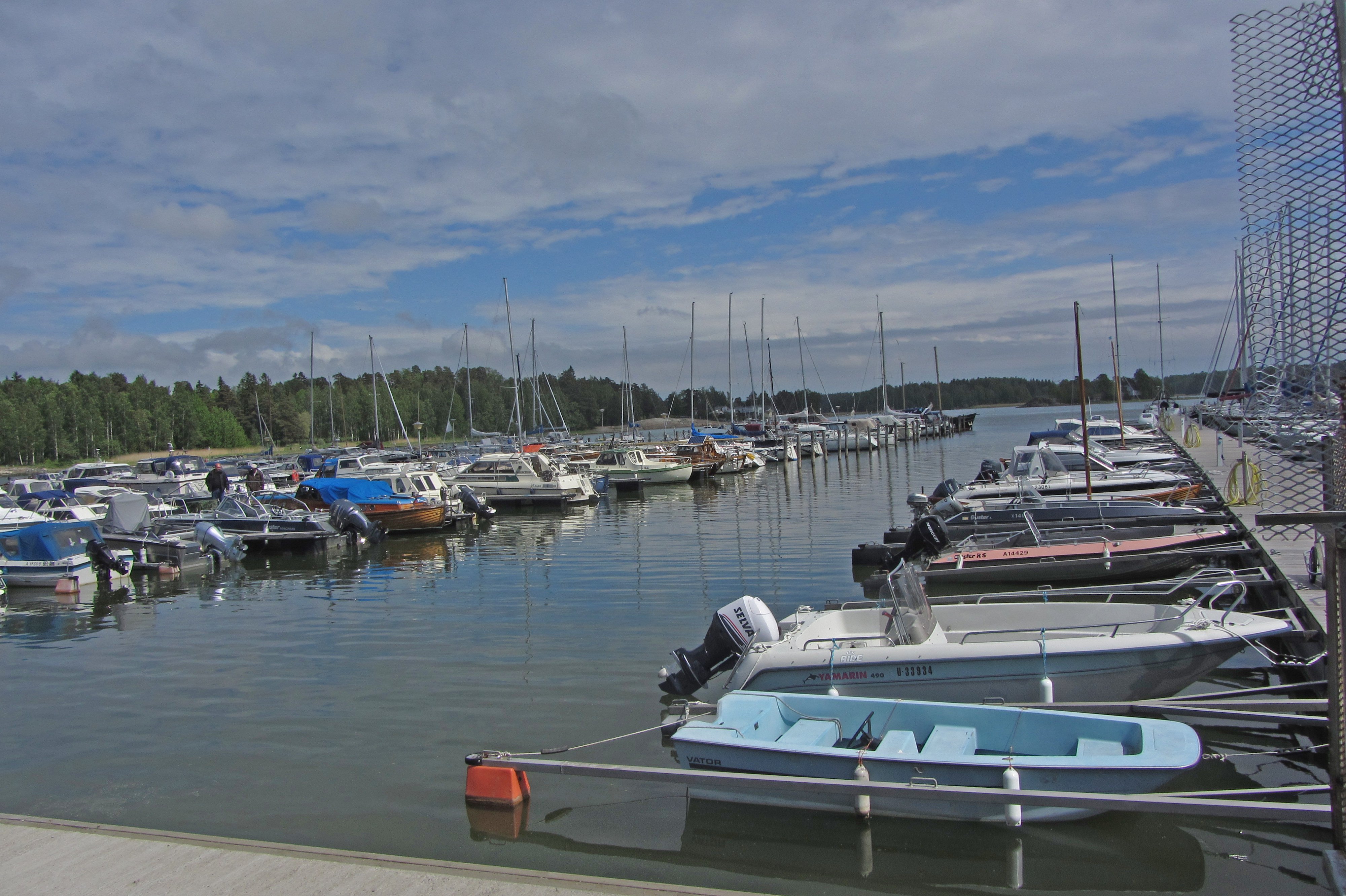
Le port de plaisance.
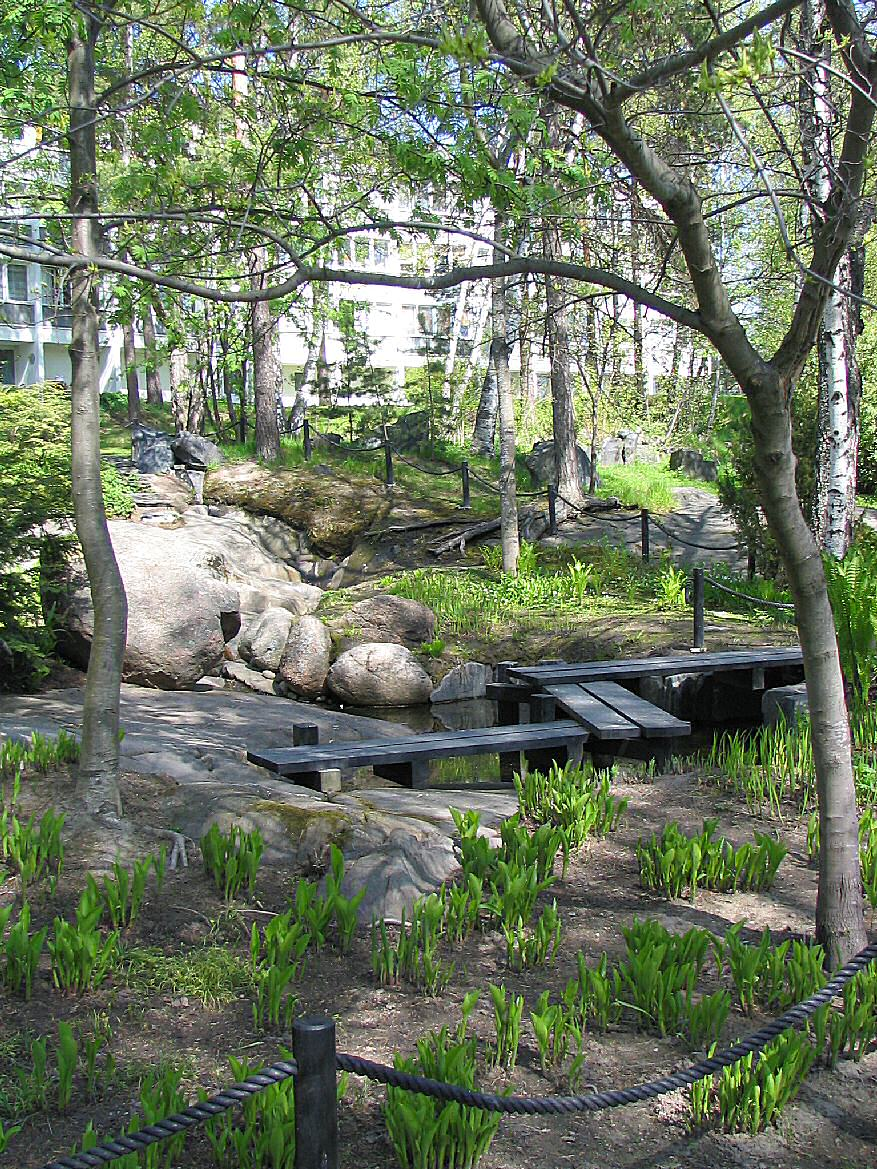
Le jardin japonais de Roihuvuori.